# Księżyc (film 1969)
Księżyc (film) – polska etiuda filmowa zrealizowana w 1969 roku na podstawie słuchowiska radiowego Stanisława Grochowiaka.

## Opis fabuły
Akcja filmu rozgrywa się w okresie  wojny domowej w Rosji. Młody oficer – białogwardzista – zostaje skazany na śmierć przez czerwonoarmistów i w księżycową noc jest prowadzony na rozstrzelanie przez dwóch konwojentów. Dialog jaki wszyscy trzej pomiędzy sobą prowadzą na temat dobrze widocznego na niebie księżyca, staje się pretekstem do ukazania dwóch, przeciwstawnych postaw i skrajnie odmiennych światów jakie sobą reprezentują. Atak oddziału białogwardzistów odwraca role. Oficer zostaje uratowany, a konwojenci powieszeni. W ostatniej scenie, białogwardyjski oficer dowiaduje się, że dwaj skazańcy przyjęli śmierć spokojnie, patrząc w zadumie na księżyc...

## Aktorzy
- Tadeusz Fijewski – Pietruchow
- Stanisław Brejdygant – lejtnant Oleg Antonowicz Kniaźnin
- Grzegorz Zuchowicz – Alosza, wnuk Pietruchowa
- Janina Borońska – Tatiana żona Kniaźnina
- Janusz Bylczyński – białogwardzista
- Romuald Drobaczyński – białogwardzista
- Wirgiliusz Gryń – komisarz
- Andrzej Krasicki – białogwardzista
- Bohdan Sobiesiak – białogwardzista
- Michał Szewczyk − białogwardzista Kola
- Jan Zdrojewski – białogwardzista

i inni. 